# Blutkultur

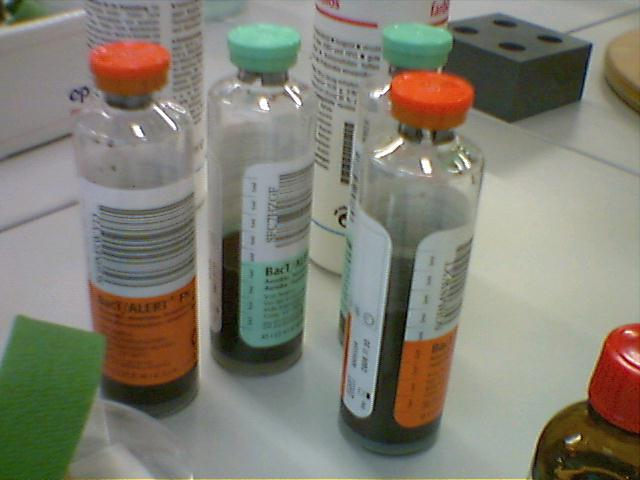
Aerobe und anaerobe Blutkulturflaschen

Eine Blutkultur ist eine mikrobiologische Untersuchung des Blutes, bei der versucht wird, Krankheitserreger (meist Bakterien), die sich im Blut befinden, durch Kultivierung zu vermehren, um sie dadurch nachzuweisen und zu identifizieren.

## Indikationen (Situationen, in denen die Untersuchung durchgeführt wird)
- Sepsis (altgriechisch σῆψις sēpsis „Fäulnis“)
- Fieber ungeklärter Ursache
- Endokarditis (Herzinnenhautentzündung)
- Fieber bei immungeschwächten Patienten (Patienten mit HIV, Chemotherapie)
- Pneumonie (Lungenentzündung)
- Meningitis (Hirnhautentzündung)

## Vorgehensweise
Mit Hilfe von Blutkulturen wird seit Beginn des 20. Jahrhunderts nach krankheitserregenden Bakterien gesucht. Dafür wird dem Patienten eine bestimmte Menge Blut entnommen und sofort in die „Blutkulturflaschen“ gegeben. Es gibt auch modernere Entnahmesysteme, in denen das Blut direkt in die mit einem Nährmedium gefüllten Flaschen geleitet wird. Dabei muss, wie immer in der klinischen Mikrobiologie, steril und sauber gearbeitet werden. Das Venenblut sollte – je nach Indikation – mehrmals im Abstand von mindestens einer halben Stunde von unterschiedlichen Stellen gewonnen werden.
Die Wahrscheinlichkeit des Vorliegens einer Bakteriämie ist unmittelbar vor einer Schüttelfrostattacke am größten, das Auftreten von Schüttelfrost lässt sich jedoch nicht vorhersagen. Entgegen früherer Lehrmeinung ist es auch aus diesem Grund nicht sinnvoll, die Entnahme der Blutkulturen von einer bestimmten Körpertemperatur abhängig zu machen.
In den Blutkulturflaschen befindet sich neben einer sogenannten Bouillon ein Gasgemisch. Letzteres unterscheidet sich zwischen der Flasche für aerobe und anaerobe Erreger.
- anaerobe Flasche enthält mehr Kohlendioxid
- aerobe Flasche enthält mehr Sauerstoff

Aerobe und anaerobe Flasche bieten jeweils günstige Wachstumsbedingungen für verschiedene Arten von Bakterien (sog. Aerobier und Anaerobier). Zur Entnahme von Blutkulturen gehört daher immer die Befüllung von zwei Flaschen, ein sogenanntes „Paar Blutkulturen“.

## Verarbeitung
Im mikrobiologischen Labor werden die Flaschen in den Brutschrank gestellt und bei 37 °C mehrere Tage lang bebrütet.
Früher hat man täglich mit bloßem Auge kontrolliert, ob in der Flüssigkeit Trübungen sichtbar werden. Zusätzlich war an der Flaschenwand ein fester Nährboden angebracht, worauf sich Bakterien- oder Pilzkolonien ansiedeln konnten.
Heute gibt es Geräte, die den Laboranten diese Arbeit abnehmen. Die Flaschen sind mit einem speziellen Gasgemisch gefüllt. Wenn sich dieses Gemisch durch den Stoffwechsel der Bakterien verändert, ist dies für den sehr empfindlichen Apparat messbar und er gibt sofort eine Alarmmeldung. Der Laborant kann so gleich weitere Untersuchungen in die Wege leiten, wie Bakterienidentifizierung und Empfindlichkeit/Resistenz des Erregers gegen bestimmte Antibiotika.
So wird eine raschere Diagnose möglich und der Patient kann entsprechend behandelt werden.

## Fehlerquellen
- Asepsis: Falsche Keimbestimmungen bei nicht streng aseptischer Blutentnahme bzw. nicht ausreichender Hautdesinfektion. Das Kulturergebnis bringt in diesem Fall typische Hautkeime.
- Absterben von empfindlichen Erregern: Erreger können bis zum Transport ins Labor in der Kulturflasche selbst absterben. Dies gilt vor allem bei bereits laufender Antibiotika-Therapie.
- Nicht anzüchtbare oder nicht bakterielle Erreger